# 611 (číslo)
Šest set jedenáct je přirozené číslo. Následuje po čísle šest set deset a předchází číslu šest set dvanáct. Římskými číslicemi se zapisuje DCXI a řeckými číslicemi χια.

## Matematika
611 je:
- Deficientní číslo
- Poloprvočíslo
- Nešťastné číslo

## Astronomie
- (611) Valeria je planetka hlavního pásu, kterou objevil v roce 1906 Joel Hastings Metcalf

## Roky
- 611
- 611 př. n. l.